# Onosma brevipilosum
Onosma brevipilosum är en strävbladig växtart som beskrevs av Schischk. apud Popov. Onosma brevipilosum ingår i släktet Onosma och familjen strävbladiga växter. Inga underarter finns listade i Catalogue of Life.